# Axel Pehrsson-Bramstorp
Axel Alarik Pehrsson-Bramstorp, originalmente Axel Alarik Pehrsson (Öja, Skåne, 19 de agosto de 1883 - † 19 de febrero de 1954), político sueco, primer ministro de su país entre el 19 de junio y el 28 de septiembre de 1936.
Nació en una familia de granjeros, y aunque la muerte de su padre hizo imposible que continuara sus estudios después de los 14 años, más tarde suplió esta carencia con algunos cursos de educación para adultos en una folkhögskola. La granja que sus padres habían alquilado era sin embargo de un tamaño considerable, y en la época de su matrimonio pudo comprar la granja Bramstorp en el mismo distrito parroquial, mientras que luego asumió la dirección de la granja paterna y también de algunas otras. Como parlamentario sería más conocido como "Axel Pehrsson de Bramstorp", o solo como "Bramstorp", y en 1937 agregó oficialmente el nombre de la granja a su apellido familiar.   
Mientras cimentaba su riqueza como agricultor, estuvo activo en política social y regional y en 1918 se convirtió en miembro de la segunda cámara del Riksdag (Parlamento), representando al Partido Liberal, pero no fue reelecto en 1921. Más tarde adhirió al partido agrario Bondeförbundet (la "Liga de los Granjeros") y fue nuevamente electo en 1929 como miembro de la segunda cámara, donde permanecería hasta 1949.  Fue presidente del partido entre 1934 y 1949. 
Cuando el gabinete social demócrata de Per Albin Hansson fue cesado por la mayoría parlamentaria en la primavera de 1936, Pehrsson recibió el mandato del Rey Gustavo V de formar una coalición de gobierno no socialista. Esto resultó imposible, y Pehrsson dirigió un gabinete monopartidario como primer ministro durante tres meses. Como su gabinete solo permaneció al frente del país durante el verano, fue llamado "el gobierno de vacaciones". Pehrsson también ocupó en ese breve período el cargo de ministro de Agricultura; tras las elecciones para la segunda cámara en septiembre renunció como primer ministro, pero permaneció como ministro de Agricultura en el nuevo gabinete de Hansson, que era una coalición de social demócratas y el Bondeförbundet. Continuó en la misma posición en el gabinete de coalición nacional que se formó, también bajo el liderazgo de Hansson, al estallar la Segunda Guerra Mundial en 1939 y que permaneció hasta el fin de la guerra en 1945.
Tras la renuncia del gabinete de coalición del período de la guerra, Bramstorp mantuvo importantes posiciones en las organizaciones de agricultores, a la vez que continuó como presidente de su partido y miembro del Parlamento, hasta que la enfermedad lo forzó a retirarse en 1949. Fue galardonado con el título de caballero de la Orden del Seraphim ese mismo año, y vivió el resto de su vida en su granja.  
| Predecesor: Per Albin Hansson | Primer ministro de Suecia 1936 | Sucesor: Per Albin Hansson |

- Datos: Q53701
- Multimedia: Axel Pehrsson-Bramstorp / Q53701